# Österby, Sigtuna kommun
Österby är en småort i Haga socken i Sigtuna kommun i Stockholms län, belägen rakt norr om Sigtuna.